# Leucania cruda
Leucania cruda là một loài bướm đêm trong họ Noctuidae.